# ミシェル・ルー
ミシェル・ルー（Michel Roux, 1924年9月1日 - 1998年2月4日）は、フランスのバス・バリトン歌手。
アングレーム出身。ボルドーとパリの音楽院で学び、1949年にオペラ＝コミック座でレオ・ドリーブの『ラクメ』上演に参加してデビューを果たし、1955年までオペラ＝コミック座に在籍した。1953年にはスカラ座にクロード・ドビュッシーの『ペレアスとメリザンド』のゴロー役として初登場して高評を得た。1956年にグラインドボーン音楽祭に初登場し、1970年まで常連として出演を重ねた。
パリにて没。

## 註
1. ↑  “Le quartier Victor Hugo / Saint-Roch : Une  ville dans la ville - Les artistes”. 2018年12月19日時点のオリジナルよりアーカイブ。2018年12月19日閲覧。
2. ↑  アーカイブ 2015年5月27日 - ウェイバックマシン
3. ↑  ミシェル・ルー - Discogs（英語）